# تاريخ الكتابة
مع تطور حياة الإنسان الأول وتكوين المجتمعات البشرية، وجد الإنسان نفسه غير قادر على التفاهم مع الآخرين فاهتدى إلى اللغة وعايش المجتمعات الأخرى، فاخترع الكتابة لحفظ إنتاجه الفكري وميراثه الثقافي والعلمي من الاندثار ولتتوارثه الأجيال اللاحقة.
ظهرت الكتابة على الألواح الطينية باللغة المسمارية عام 3600 ق.م وكان ينقش على الطين وهو طري بقلم سنه رفيع. ثم يجفف الطين في النار أو الشمس. ابتكر المصريون القدماء الكتابة الهيروغليفية 3400 قبل الميلاد، ثم اخترعوا الورق فانتشرت الكتابة.

## الكتابة المسمارية
الكتابة المسمارية هي نوع من الكتابة تنقش فوق ألواح الطين والحجر والشمع والمعادن وغيرها. وهذه الكتابة كانت متداولة لدى الشعوب القديمة بجنوب غربي آسيا.
وأول هذه المخطوطات اللوحية ترجع لسنة 3000 ق.م وهذه الكتابة تسبق ظهور الأبجدية منذ نحو 2500 سنة. وظلت هذه الكتابة المسمارية في العراق والهيروغليفية في مصر سائدة حتى القرن الأول ميلادي.
وهذه الكتابات ظهرت أولا جنوب بلاد الرافدين لدى السومريين للتعبير بها عن اللغة السومرية وكانت ملائمة لكتابة اللغة الأكادية والتي كان يتكلمها البابليون والآشوريون.
وتم اختراع الكتابة التصويرية في بلاد ما بين النهرين قبل العام 3000 قبل الميلاد في سوريا والعراق حيث كانت تدون بالنقش على ألواح من الطين أو المعادن أو الشمع وغيرها من المواد.
وتطورت الكتابة من استعمال الصور إلى استعمال الأنماط المنحوتة بالمسامير والتي تعرف بالكتابة المسمارية. وأول كتابة تم التعرف عليها هي الكتابة السومرية والتي لا تمت بصلة إلى أي لغة معاصرة.
وبحلول عام 2400 قبل الميلاد تم اعتماد الخط المسماري لكتابة اللغة الأكدية، كما استعمل نفس الخط في كتابة اللغة الآشورية واللغة البابلية، وهي كلها لغات سامية مثل اللغتين العربية والعبرية. وتواصل استعمال الخط المسماري للكتابة في لغات البلاد المجاورة لبلاد ما بين النهرين مثل لغة الحطيين (الحيثيين) في سوريا والأناضول واللغة الفارسية القديمة، وكانت تستعمل إلى نهاية القرن الأول الميلادي.
وتم فك رموز الخط المسماري في القرن التاسع عشر وبذلك تسنى للعلماء قراءة النصوص الإدارية والرياضية والتاريخية والفلكية والمدرسية والطلاسم والملاحم والرسائل والقواميس المسمارية.
ويوجد حوالي 130.000 لوح طيني من سورية في المتحف البريطاني من الحضارات القديمة ومملكة ماري السورية التي اكتشف فيها أكبر مكتبة في التاريخ القديم وبلاد الرافدين. وكانت الكتابة المسمارية لها قواعدها في سنة 3000 ق.م إبان العصر السومري حيث انتشر استعمالها. فدون السومريون بها السجلات الرسمية وأعمال وتاريخ الملوك والأمراء والشؤون الحياتية العامة كالمعاملات التجارية والأحوال الشخصية والمراسلات والآداب والأساطير والنصوص المسمارية القديمة والشؤون الدينية والعبادات.
وأيام حكم الملك حمورابي (1728 – 1686 ق.م) وضع شريعة واحدة تسري أحكامها في جميع أنحاء مملكة بابل. وهذه الشريعة عرفت بشريعة حمورابي الذي كان يضم القانون المدني والأحوال الشخصية وقانون العقوبات. وفي عصره دونت العلوم. فانتقلت الحضارة من بلاد الرافدين شرق سوريا والعراق في العصر البابلي القديم إلى جميع أنحاء المشرق وإلى أطراف العالم القديم. وكان الملك آشوربانيبال (668-626ق.م) من أكثر ملوك العهد الآشوري ثقافة. فجمع الكتب من أنحاء البلاد وخزنها في دار كتب قومية خاصة شيّدها في عاصمته نينوى بالعراق أول وأكبر مكتبات العصر القديم في إبلا وماري في سورية. وجمع فيها كل الألواح الطينية التي دونت فوقها العلوم والمعارف.
وكان البابليون والسومريون والآشوريون في العراق وسوريا يصنعون من عجينة الصلصال (الكاولين) ألواحهم الطينية الشهيرة التي كانوا يكتبون عليها بآلة مدببة من البوص بلغتهم السومرية. فيخدشون بها اللوح وهو لين. بعدها تحرق هذه الألواح لتتصلب.

## الكتابة في أوروبا
والكتابة في أوروبا بدأت على شكل صور تعبر عن الحياة اليومية، كبعض النقوش والصور التي عمرها 35.000 سنة كما وجدت في كهوف «لاسكو» في فرنسا و«التميرا» في إسبانيا. وكانت لغة مصورة في شكلها البدائي. وقد كانت الكتابة في بداية عهدها عبارة عن صور توحي تمامًا بما رسم فيها. ثم تطورت إلى صور رمزية توحي بمعنى معين. وكانت هذه الرموز يصعب فهم العامة لها. فلجؤوا إلى استعمال رموز توحي بأصوات معينة، وهذه الرموز الصوتية كانت خطوة أساسية في نشوء الأبجدية وفي تطوير الكتابة فيما بعد.

## الهيروغليفية

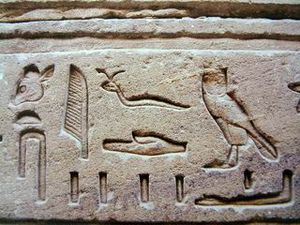
كتابات هيروغليفية من العصر اليوناني -الروماني

ظهرت اللغة الهيروغليفية لأول مرة بعد المسمارية بفترة بسيطة نحو 3400 قبل الميلاد.
وكلمة «هيروغليفية» تعني بالإغريقية نقش مقدس. وفي هذا المخطوط استخدمت الصور ورموز فيه لتعبر عن أصوات أولية. وأخذت الهيروغليفية صورها من الصور الشائعة في البيئة المصرية؛ من طيور، وحيوانات وأجزائها، وجسم الإنسان وأجزائه، وأدوات كالأزميل والمطرقة والقلم والمحبرة والأختام وغيرها. وكانت تضم الأعداد والأسماء وبعض السلع والثمار.
وفي عصر الفراعنة استعملت الهيروغليفية لنقش أو زخرفة النصوص الدينية على جدران القصور والمعابد والمقابر وأسطح التماثيل والألواح الحجرية المنقوشة والألواح الخشبية الملونة.
واخترع الورق من البردي في مصر وأمكن الكتابة بالقلم والحبر.
كما عاصرت الكتابة الهيروغليفية تطورًا فبسطت رموزها وأصبحت قريبة من الكتابة بالحروف الأبجدية.
وظلت الهيروغليفية ككتابة متداولة حتى القرن الرابع ميلادي. وظهرت الهيراطيقية كنوع من الكتابة لدى قدماء المصريين. وهي مشتقة من الهيروغليفية. لكنها مبسطة ومختصرة. وهي مؤهلة للكتابة السريعة للخطابات والوثائق الإدارية والقانونية. وكانت هذه الوثائق تكتب بالحبر على ورق البردي. وظلت هذه اللغة سائدة بمصر حتى القرن السابع ق.م بعدما حلت اللغة الديموطقية محلها.

## ظهور الأبجدية
بدأت الأبجديات المكتوبة بالظهور في الحضارات القديمة عن طريق الناطقين بالسامية الشمالية الغربية، حيث أن أقدم الأبجديات المكتشفة في الشام وسيناء مرتبة ومنطوقة وفق اللغات السامية الشمالية الغربية.

### الأبجدية الأوغاريتية
استخدم الأوغاريتيون في أوغاريت على الساحل السوري الكتابة المسمارية منذ حوالي عام 1400 قبل الميلاد، وتتكون الأبجدية من 30 حرفًا وقد عرفت أبجدية ولغة أوغاريت بشكل واسع وكانت لغة الإدارة والتجارة والحياة المدنية ثم تطورت لنظام أبجدي متقن.

### الأبجدية الفينيقية
سكن الفينيقيون السواحل الشرقية لحوض البحر الأبيض المتوسط، حوالي سنة 1100 ق.م، فابتكروا الأبجدية الفينيقية وجعلوا لها حروفًا؛ فكل حرف يمثل صوتًا معينًا. وهذه الحروف أصبحت سهلة الكتابة. وكانت أساسًا للكتابة في الشرق والغرب بالعالم القديم.
وعندما طور الإغريق أبجديتهم التي نقلوها عن الفينيقيين حوالي سنة 403 ق.م أصبحت أساسًا للأبجدية في الغرب. حيث أخذ الرومان أبجديتهم عنها. فأخذوا منها حروفًا وأدخلوا عليها حروفًا أخرى. وسادت الأبجدية الرومانية واللغة اللاتينية بلاد أوروبا إبان حكم الإمبراطورية الرومانية.

### كتابات الإنكا والأزتك
كان للإنكا بالمكسيك نظام كتابة يطلق عليه كويبو وهو سلسلة من الخيوط القصيرة والمعقودة التي كانت تعلق على فترات بحبل معلق طويل. وكانت الخيوط مختلفة الألوان، والخيوط من نوع واحد. ومن خلال مسافات هذه الخيوط والعقد استطاع الإنكا تسجيل السكان والقوات والضرائب والجزية والمعلومات عن الأساطير والإنجازات.
وكانت الكتابة لدى الأزتك بأمريكا الوسطى عبارة عن كتابة بيكتوجرافية حيث كانت تكتب برسم أو نقش الصور لتعبر عن الحروف أو صور صغيرة ترمز للأشياء ومقاطع الأصوات. ولا يمكن للبكتورافية التعبير عن أفكار تجريدية، لكنها كانت مفيدة في تدوين التاريخ والاتصال في شؤون الأعمال وإثبات الملكية للأراضي وحفظ الأنساب.

### أبجدية تيفيناغ
تيفيناغ أبجدية قديمة تطورت عن القرطاجية وكانت تستخدم في شمال أفريقيا بين أمازيغ البربر والطوارق.

## المروية
عرفت اللغة المروية من عدة كتابات أثرية وُجدت في وادي النيل ما بين أسوان شمالاً وسوبا جنوباً. وكانت هذه اللغة تكتب على نهجين هما الهيروغليفية المروية، والديموطيقية المروية (الكتابة بالصور والكتابة بالحروف. وتتكون الحروف الهجائية للغة المروية من ثلاث وعشرين حرفاً، منها أربعة حروف معتلة، وتسعة عشر حرفاً من الحروف الساكنة، ولم تُحل رموزها حتى الآن.
واللغة المروية تنتمي إلى اللغات الحامية مثل النوبية القديمة واللغات البربرية في شمال أفريقيا واللغات الحامية في شرق أفريقيا مثل البجة والغالا والصومال. وبعد أن أفل نجم مروي حلت اللغة النوبية محل اللغة المروية في سودان وادي النيل، ولما وصل المبشرون السودان واعتنق أهله الديانات المسيحية رسمياً في منتصف القرن السادس، كُتبت اللغة النوبية بالأبجدية القبطية التي أضاف إليها النوبيون ثلاثة حروف لأصوات لا توجد في اللغتين القبطية والإغريقية وعليه فقد استعملوا أربعة وثلاثين حرفاً لكتابة هذه اللغة.
تجدر الإشارة إلى أن اللغة النوبية مستعملة إلى يومنا هذا بلهجات ثلاثة: الكنزية / المحسية / الدنقلاوية.
وكان قدماء المصريين والإغريق والرومان يمارسون النساخة للكتب والوثائق بخط اليد بالريشة أو القلم بعد غمسهما في الحبر السائل ليكتب بها فوق ورق البردي. أو فوق الأوستراكا Ostraca Ostrakon وهي عبارة عن شقفة من الفخار كانت تستخدم في الكتابة عليها لدى قدماء المصريين والإغريق. ووجد مدون عليها سجلات بأسماء المنفيين من أثينا. كما دونت عليها نصوص قصيرة. وكان العامة يفضلونها على ورق البردي الذي كان مرتفع الثمن. وكان قدماء المصريين يستخدمون الشقف لهذا السبب.
وظل هذا الأسلوب في النسخ اليدوي متداولًا حتى أيام العرب حيث كانوا يكتبون كلماتهم فوق الرق والجلد والعظام. وعرفت الكتب بالمخطوطات.
وفي روما كانت عملية النسخ لعدة طبعات بواسطة العبيد المتعلمين. وفي القرن الثاني الميلادي. كان الصينيون قد اخترعوا طريقة لطباعة الكتب وهذا كان تطورًا للطباعة التي كانت تمارس من خلال طبع الرسومات والتصاميم على القماش منذ القرن الأول الميلادي. ومما سهل الطباعة لدى الصينيين اختراعهم لصناعة الورق عام 105 ق.م وانتشار الديانة البوذية بالصين.
وكانت مواد الكتابة وقتها السائدة في العالم الغربي القديم ورق البردي، والرق (جلد رقيق) وهما لا يلائمان الطباعة. لأن ورق البردي هش. والرق كان يؤخذ من الطبقة الداخلية لجلد الحيوانات الطازج وكان مرتفع الثمن. لكن الورق متين ورخيص.
ومن المعروف أن اللغة المروية كانت لغة المخاطبة فقط بينما اللغة الهيروغليفية هي اللغة المستخدمة في المراسلات وكتابات الملوك لذا كانت اللغة الهيروغليفية معروفة في جميع المناطق الواقعة في وادي النيل

## ورق البردي
اشتهرت مصر القديمة بصناعة ورق البردي الذي كان يصنع من نبات البردي. حيث كانوا يصنعون منه منذ 4000 سنة ق.م ورق البردي الشهير الذي كانوا يصدرونه لمعظم بلدان العالم القديم. وكان يستخدم في الكتابة. وطول الصفحة 30 سم وعرضها 20 سم. وكان طول اللفافة (الطومار) من 6-10 متر. وكان الطومار يصنع بلصق الورق معًا. وكان يلف حول لوح خشبي أو قضيب من العاج. وكانت الصفحة تصنع من شرائح طولية من سيقان النبات. وكان الفينيقيون يتاجرون فيه ويستعملونه منذ سنة 1100 ق.م فكانوا يصدرونه للإغريق منذ سنة 900 ق.م.

## تاريخ الطباعة
ظهرت الطباعة بطبع الكلمات والصور، والتصاميم فوق الورق أو النسيج أو المعادن أو أي مواد أخرى ملائمة للطبع فوقها. وهذا يطلق عليه فنون جرافيك (فنون تخطيطية أو تصويرية كالتصوير والرسم والكتابة. وتتم بنسخ صور بطريقة ميكانيكية. ويتم من خلال الطبع من سطح بارز. وكانت الوسيلة أختام أو طباعة ليبصم بها فوق الطين أو من الحجر بخدش أو نقش سطحه.
وكان بداية الطباعة الميكانيكية سنة 200م عندما أخذ الصينيون يحفرون الكتابة والصور البارزة فوق قوالب خشبية. وكان كتاب تريبيتاكا البوذي المقدس يطبع عام 972م في 130 ألف صفحة بالقوالب الخشبية. وتطورت الطباعة إلى طريقة التجميع لحروف المونوتيب المتحركة وترصيصها في قوالب (شاسيه). وفي أوروبا صنعت الحروف البارزة والمتحركة.
وفي منتصف القرن الخامس عشر ظهرت آلة الطباعة على يد الألماني يوهان جوتنبرج. لتتطور للطباعة الحديثة التي تطبع بها الصحف والكتب بالملايين على الورق. وهذا كان سببًا في تطور الحضارة وانتشار المعرفة بشتى لغات أهل الأرض.